# Крезјер
Крезјер (фр. Crézières) насеље је и општина у западној Француској у региону Поату-Шарант, у департману Де Севр која припада префектури Ниор.
По подацима из 2011. године у општини је живело 53 становника, а густина насељености је износила 12,47 становника/km². Општина се простире на површини од 4,25 km². Налази се на средњој надморској висини од 85 метара (максималној 149 m, а минималној 96 m).

## Демографија
| 1962. | 1968. | 1975. | 1982. | 1990. | 1999. | 2011. |
| ----- | ----- | ----- | ----- | ----- | ----- | ----- |
| 46    | 76    | 68    | 72    | 54    | 65    | 53    |

График промене броја становника у току последњих година